# Кострикин, Павел Николаевич
Павел Николаевич Кострикин (11 марта 1967, Калинин — 7 мая 2022, Джомолунгма) — российский предприниматель и менеджер, доктор экономических наук. Создатель музыкального издательства «Геометрия».

## Биография
Павел Кострикин родился 11 марта 1967 года в Калинине. Отец был горным инженером, кандидат технических наук; мать — кандидат педагогических наук. Учился в математическом классе. Окончил школу в Караганде (Казахстан), где отец получил квартиру.
Окончил факультет ВМК МГУ по специальности «прикладная математика» (1991). Заочно окончил Республиканский политехнический колледж по специальности «бухгалтерский учёт, контроль и анализ хозяйственной деятельности» (1994). Окончил Всероссийскую академию внешней торговли по специальности «международные экономические отношения» (1996). Прошёл обучение по Президентской программе подготовки управленческих кадров по специальности «финансовое управление компанией и риск-менеджмент» (2001).
Защитил диссертацию по теме «Ипотечное кредитование: проблемы становления в Российской Федерации» на степень кандидата экономических наук (2000).
С 2001 года преподавал в Московском государственном строительном университете, с 2010 года — доцент кафедры «Организация строительства и управление недвижимостью» МГСУ. Автор более 60 научных и учебно-методических работ.
Работал в управлении капитального строительства НГДУ «Альметьевнефть», АО «Татнефть».
Являлся основателем группы компаний «ГЕОМЕТРИЯ», включающую проектные компании: ООО «РЕАЛИЯ» (1995—2005), ООО «СОЛНЕЧНЫЙ ГОРОД», осуществившего строительство одноимённого микрорайона в Казани (2005—2010) и ООО «ГЕОМЕТРИЯ» — многопрофильной компании, состоящей из девелоперского подразделения и одноимённого музыкального издательства (с 2001).
С 2015 года председатель ревизионной комиссии Ассоциации инвесторов Москвы.
18 января 2021 года защитил диссертацию на степень доктора экономических наук по теме: «Методология обеспечения синхронизации комплексного развития недвижимости с механизмами государственной поддержки строительного комплекса».
Умер 7 мая 2022 года на Эвересте в Лагере 1, на высоте 6000 м.